# Лагергрен, Август
Свен Август Лагергрен (швед. Sven August Lagergren; 2 июня 1848, Ердсерум, лен Кальмар — 10 июня 1908, Вермдё) — шведский органист.
В 1871—1874 гг. учился в Стокгольмской Высшей школе музыки, по окончании курса остался преподавать гармонию. В 1881 году совершенствовал мастерство органиста в Берлине под руководством Эдуарда Роде и Карла Августа Хаупта. По возвращении в Стокгольм с 1882 года профессор органа и органист Королевской часовни, с 1890 года также руководил её хором.
В 1884—1885 гг. опубликовал два сборника хоральных прелюдий, в 1894—1895 гг. вышел его учебник органного исполнительства в двух частях. Среди его учеников был, в частности, Отто Ульсон.